# Janina
Ioánnina, por vezes aportuguesado como Janina ou Joanina[carece de fontes?] (em grego: Ιωάννινα; romaniz.: Ioánnina) é uma cidade grega, capital da periferia do Epiro e da unidade regional de ioánnina. Segundo o censo de 2021, havia 113,094 habitantes.